# Mu Online
Mu Online é uma série de jogos eletrônicos de ação-aventura e MMORPG em 3D, ambientado numa atmosfera medieval. O jogo teve o primeiro lançamento oficial em 2001 na Coreia do Sul. O jogo foi desenvolvido e publicada pela companhia coreana Webzen. A versão internacional do jogo em inglês ('Mu Global') foi aberta em 6 de outubro de 2003. Em 2006 os direitos de exploração foram comercializados e transferidos para a K2 Network, sendo validos por três anos, num acordo de dois milhões de dólares com possibilidade de renovação. Após diversos escândalos envolvendo a má administração e descaso da companhia para os jogadores, o contrato não foi renovado ao seu término. Desde então, o jogo voltou a ser administrado pela Webzen.
O jogo já passou por diversas expansões com adição de novas áreas e classes. Atualmente o servidor Global está na versão Season 19 - Part 3, o servidor coreano encontra-se quase sempre numa versão mais avançada que o MU Global (Season 19).

## Jogabilidade
Como na maior parte dos MMORPGs existentes, você selecionará um personagem e enfrentará monstros (mobs) para ganhar experiência. O continente de MU é habitado por uma grande variedade de monstros, dos mais simples como aranhas e pequenos dragões, aos mais temidos como Selupan, Kundum e Medusa. Ainda assim, existem dúvidas a respeito de como o surgimento do comércio virtual possibilita uma melhor visão global das condições financeiras e administrativas exigidas. Cada tipo de monstro é único, possuindo diferentes "spawn points", e "drops" variados de itens.

## Classes
O jogo é baseado em classes, onde o jogador pode criar um personagem e escolher a classe dele, cada classe com suas diferenças, qualidades e defeitos.
Existem oito classes disponíveis no jogo: Dark Knight (Guerreiro que empunha espadas e têm muitos pontos de vida), Dark Wizard (Feiticeiro que conjura poderosas magias), Fairy Elf (Elfa que empunham arcos, invocam monstros e cura aliados), Magic Gladiator (Guerreiros que usam tanto magias quanto espadas e podem usar as magias do Dark Knight e do Dark Wizard), Dark Lord (Usa seu cavalo e seu corvo para ajudá-lo na batalha e é o único personagem com o status Comando), Summoner (Podem invocar monstros fortes e incapacitar seus inimigos com várias magias), Rage Fighter (Lutador que usa poderosas luvas e usa sua vantagem física nas batalhas)  Grow Lancer (Lutadora que usa lanças e usa ataques ofensivos). Rune Wizard (Feiticeira que conjura poderosas magias) e a mais nova Slayer um assassino.

## Jogos Publicados
- MU Online lançado em 2001 na Coreia do Sul.
- MU Global lançado em 2003 versão global.
- MU Origin lançado em 2016[15]
- MU Legend lançado em agosto de 2018 gratuitamente no Steam via Valofe[16]
- MU Origin 2 lançado em maio de 2022 no Google Play e Apple Store com versões enviadas por GameNow[17] e Webzen[18]
- MU Origin 3 lançado em junho de 2022 no Google Play e Apple Store por FingerFun[19]